# 唐立 (外交官)
唐立（1972年5月—），男，中华人民共和国外交官，现任中华人民共和国驻胡志明市总领事。

## 生平
唐立曾任驻英国大使馆参赞兼总领事、驻美国大使馆公使衔参赞兼总领事和外交部涉外安全事务司公使衔参赞、二级巡视员。2022年，挂职北京市东城区副区长。2025年6月，出任中华人民共和国驻胡志明市总领事。